# Javorka (Seč)
Javorka je osada, část města Seč v okrese Chrudim. Nachází se asi tři kilometry jihozápadně od Seče. Javorka je také název katastrálního území o rozloze 1,86 km². Do severní části katastrálního území Javorka zasahuje část národní přírodní památky Kaňkovy hory.

## Galerie

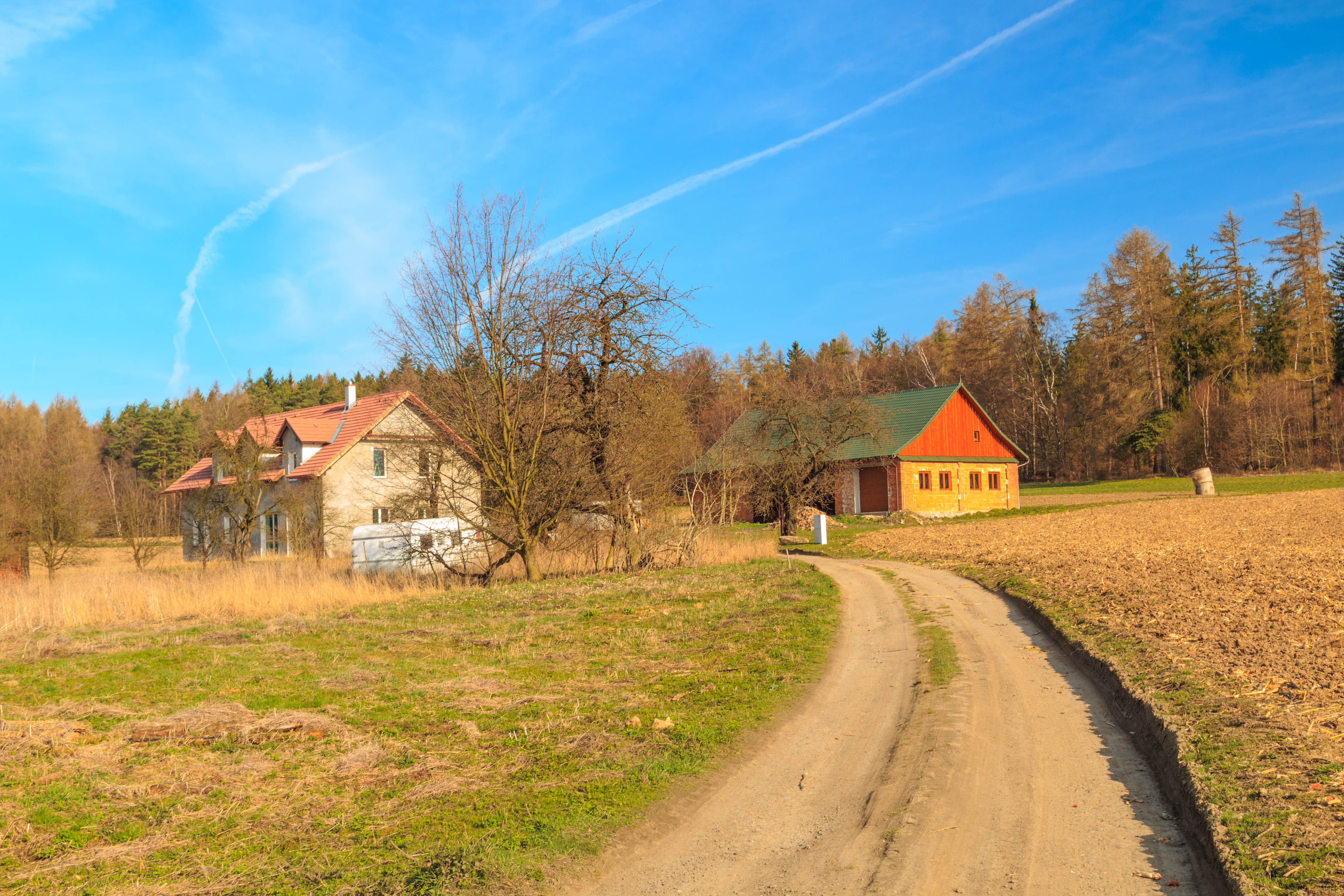
Javorka u Seče
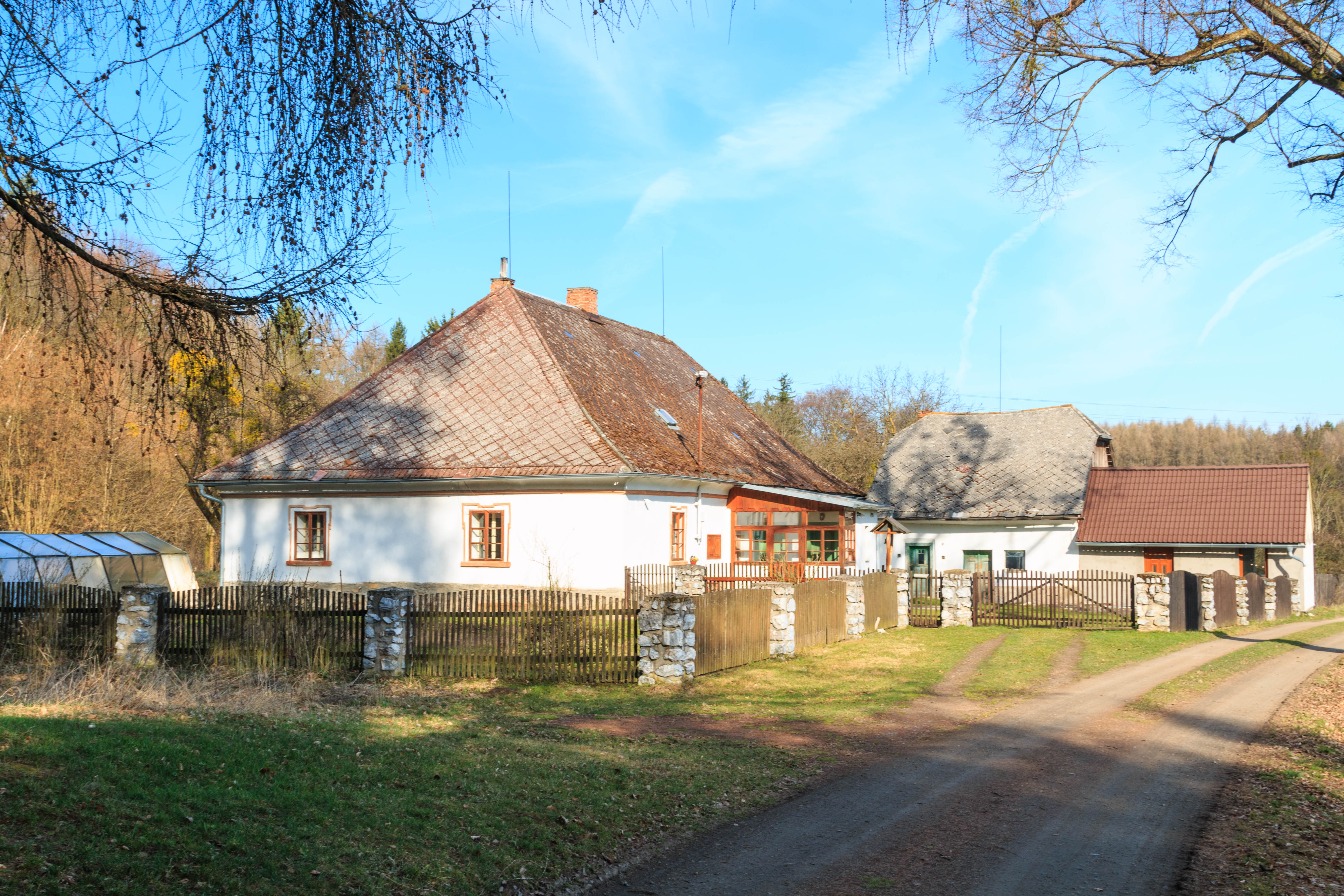
Javorka u Seče
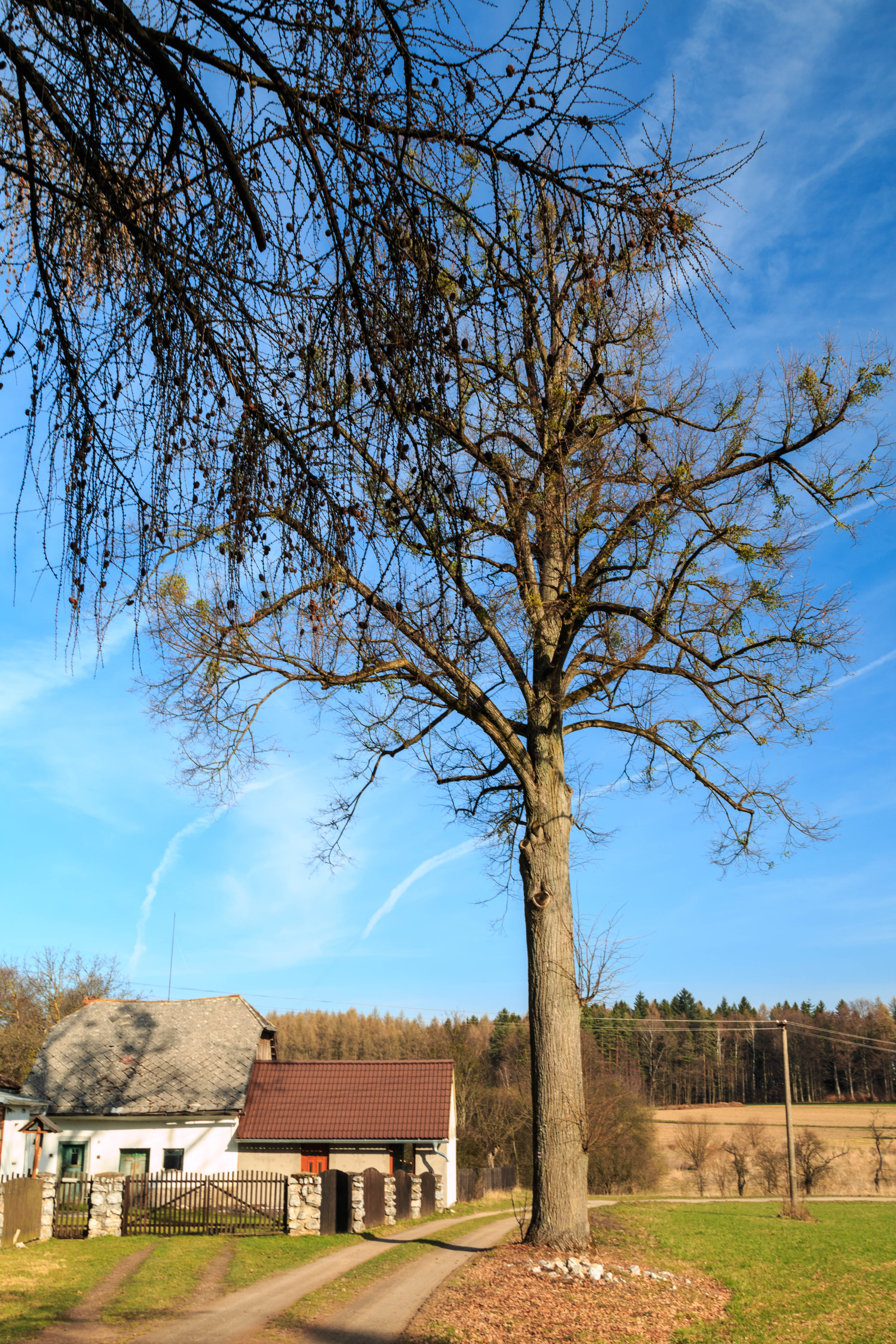
Javorka u Seče
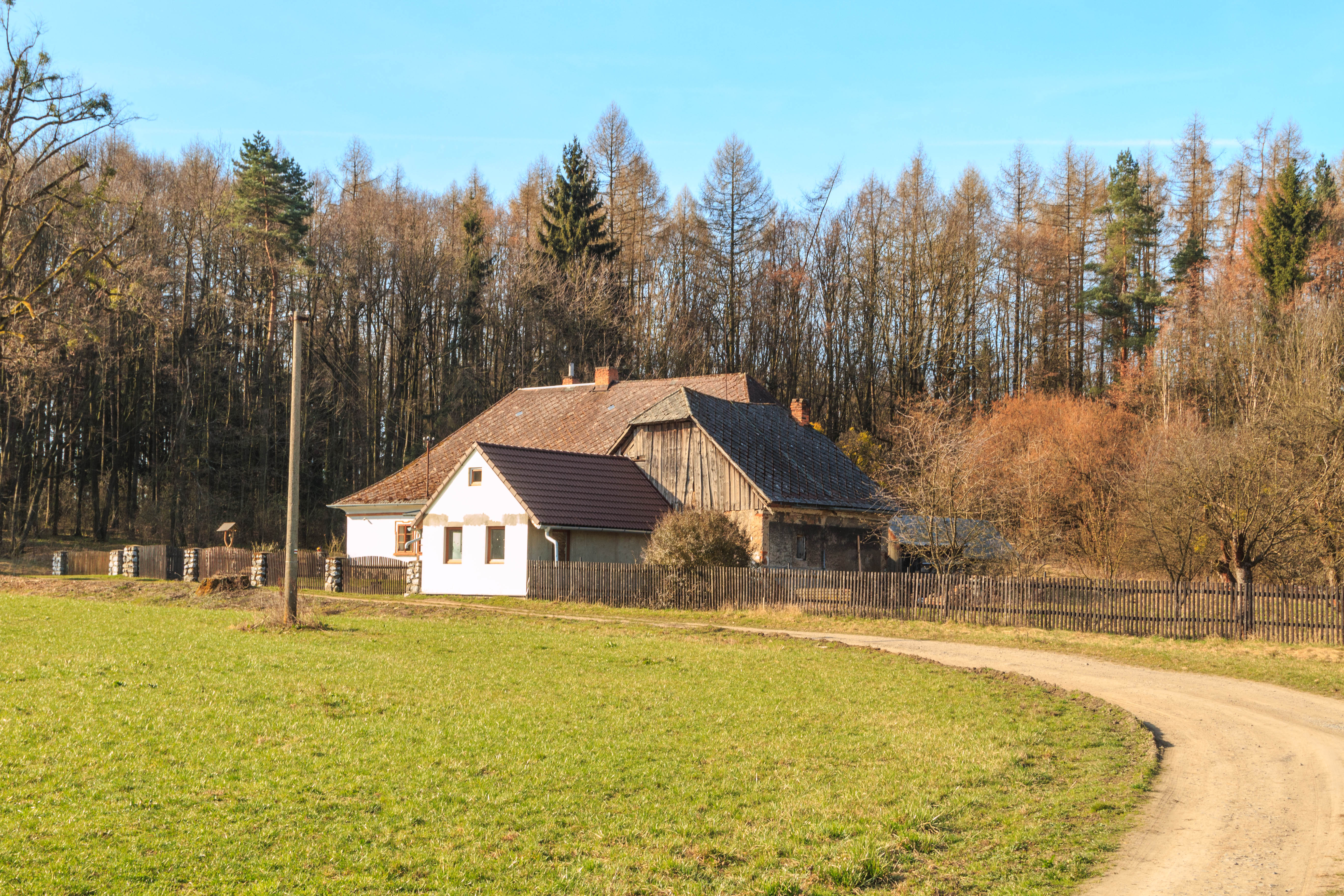
Javorka u Seče